# Saronno Foot Ball Club 1951-1952
Questa voce raccoglie le informazioni riguardanti il Saronno Foot Ball Club nelle competizioni ufficiali della stagione 1951-1952.

## Rosa
| N. |                   | Ruolo | Calciatore    |
| -- | ----------------- | ----- | ------------- |
|    | Italia (bandiera) | A     | R. Broggini   |
|    | Italia (bandiera) | A     | P. Caretti    |
|    | Italia (bandiera) | A     | M. Crippa     |
|    | Italia (bandiera) | C     | Donzelli      |
|    | Italia (bandiera) | C     | L. Foresti    |
|    | Italia (bandiera) | A     | Luigi Franchi |
|    | Italia (bandiera) | A     | C. Girola     |
|    | Italia (bandiera) | P     | P. Guida      |

| N. |                   | Ruolo | Calciatore    |
| -- | ----------------- | ----- | ------------- |
|    | Italia (bandiera) | P     | G. Maranini   |
|    | Italia (bandiera) | A     | E. Marazzi    |
|    | Italia (bandiera) | C     | P. Messenzani |
|    | Italia (bandiera) | A     | Luigi Monti   |
|    | Italia (bandiera) | D     | F. Nobili     |
|    | Italia (bandiera) | A     | A. Paolini    |
|    | Italia (bandiera) | C     | M. Restelli   |
|    | Italia (bandiera) | D     | G. Rosio      |